# Pangshura sylhetensis
Pangshura sylhetensis är en sköldpaddsart som beskrevs av den brittiske zoologen Thomas Caverhill Jerdon 1870. Pangshura sylhetensis ingår i släktet Pangshura och familjen Geoemydidae. Inga underarter finns listade i Catalogue of Life.
Sködens längd är maximal 18,5 cm hos honor och 9,7 cm hos hannar.
Arten förekommer i nordöstra Indien, Bhutan, Myanmar och Bangladesh. Den lever i låglandet och i kulliga områden upp till 200 meter över havet. Sköldpaddan vistas intill små vattendrag och dammar.
Allmänt lever honor inte i samma vattenansamlingar som hannar och ungdjur. Exemplaren bildar små flockar och solbadar på stenar och träbitar intill vattendragen. Födan utgörs främst av växtdelar som kompletteras med några smådjur. Vid en längd av 14 cm blir honor könsmogna och hannar när de är 7 cm långa. Tidpunkten ligger cirka 6 år efter födelsen. Honor lägger 6 till 12 ägg per tillfälle.
Pangshura sylhetensis fångas för köttets skull. De flesta kvarvarande exemplar lever i skyddszoner. IUCN listar arten som akut hotad (CR).